# César González-Ruano
Pour les articles homonymes, voir Gonzales et Ruano.
César González-Ruano, né à Madrid, le 22 février 1903 et mort dans la même ville le 15 décembre 1965 , est un écrivain et journaliste espagnol.